# Associazioni Calcio Riunite Messina 1947 2016-2017
Questa voce raccoglie le informazioni riguardanti l'Associazioni Calcio Riunite Messina 1947 nelle competizioni ufficiali della stagione 2016-2017.

## Stagione
Nella stagione 2016-2017 la squadra peloritana si ritrova a giocare nel girone C del campionato di Lega Pro, dopo aver disputata un'ottima stagione 2015-2016, conclusasi al 7º posto. Il ritiro precampionato si svolge a Fiuggi dal 9 luglio al 30 luglio 2016 In campionato raccoglie sul campo 46 punti, deve però scontare una penalizzazione di 4 punti per inadempienze finanziarie, quindi il totale finale è di 42 punti. Dopo una partenza difficile, culminata con il cambio in panchina, a Salvatore Marra è subentrato Cristiano Lucarelli a fine ottobre, con lui la seconda parte della stagione ha dato qualche gioia in più ai tifosi giallorossi. Il romano Demiro Pozzebon con 9 reti, delle quali 8 in campionato, è stato il miglior marcatore stagionale.

## Divise e sponsor
La ditta fornitrice del materiale tecnico è la Givova. Gli sponsor di maglia sono Demma, L'Ambiente, QuiConviene.it e Centro Clinico Nemo Sud.
| Casalinga (10ª-16ª) | Casalinga (17ª-29ª e 36ª) | Casalinga alt. (17ª-29ª-38ª) e Trasferta (17ª-38ª) | Casalinga (30ª-38ª) | Casalinga (1ª-9ª) e Trasferta |

## Organigramma societario
Area direttiva

- Presidente: Natale Stracuzzi
- Direttore sportivo: Vittorio Tosto
- Direttore generale: Giovanni Villari

Area tecnica
- Responsabile dell'area tecnica: Pasquale Leonardo
- Allenatore: Cristiano Lucarelli
- Allenatore in seconda: Richard Vanigli
- Collaboratore tecnico: Alessandro Conticchio
- Preparatore atletico: Nunzio Bertano
- Preparatore dei portieri: Vincenzo Di Muro
- Team manager: Francesco Alessandro
- Medici sociali:  Dott. Francesco Mento e Dott. Alessio Caldarera
- Fisioterapista:  Dott. Giuseppe Frisone
- Osteopata: Dott. Francesco Grioli
- Medico settore giovanile: Dott. Francesco Ballarino
- Fisioterapista settore giovanile: Dott. Fulvio Cicciarelli
- Magazzinieri: Maurizio Barbera , Vincenzo Sorrenti e Fabrizio Sorrenti

Area comunicazione
- Responsabile ufficio stampa: Paolo Crisafi
- Resp. comunicazione settore giovanile: Alice Cucinotta
- Fotografo ufficiale: Francesco Saya
- Videomaker: Roberto Travia
- Speaker ufficiale: Natale Munaò
- Radio ufficiale: Radio Night

## Rosa
Rosa aggiornata al 24 febbraio 2017.
| N. |                    | Ruolo | Calciatore               |
| -- | ------------------ | ----- | ------------------------ |
| 1  | Italia (bandiera)  | P     | Alessandro Berardi       |
| 2  | Italia (bandiera)  | D     | Francesco Mileto         |
| 3  | Italia (bandiera)  | D     | Andrea De Vito           |
| 4  | Italia (bandiera)  | C     | Fabrizio Massimo Bramati |
| 4  | Italia (bandiera)  | C     | Giulio Sanseverino       |
| 5  | Italia (bandiera)  | C     | Simone Ricozzi           |
| 6  | Italia (bandiera)  | D     | Giordano Maccarrone      |
| 7  | Italia (bandiera)  | A     | Jacopo Ferri             |
| 8  | Italia (bandiera)  | C     | Gianluca Musacci         |
| 9  | Italia (bandiera)  | A     | Demiro Pozzebon          |
| 9  | Italia (bandiera)  | C     | Valerio Anastasi         |
| 10 | Serbia (bandiera)  | C     | Manuel David Milinković  |
| 11 | Italia (bandiera)  | A     | Giuseppe Madonia         |
| 12 | Italia (bandiera)  | P     | Giovanni Russo           |
| 13 | Italia (bandiera)  | D     | Luigi Palumbo            |
| 14 | Italia (bandiera)  | A     | Nicola Ciccone           |
| 15 | Italia (bandiera)  | D     | Luca Bruno               |
| 16 | Italia (bandiera)  | D     | Angelo Bencivenga        |
| 17 | Italia (bandiera)  | C     | Giovanni Foresta         |
| 18 | Italia (bandiera)  | C     | Luca Baldassin           |
| 18 | Italia (bandiera)  | C     | Luca Crudo               |
| 19 | Italia (bandiera)  | D     | Angelo Rea               |
| 20 | Romania (bandiera) | D     | Filip Andrei Ionut       |

| N. |                     | Ruolo | Calciatore                  |
| -- | ------------------- | ----- | --------------------------- |
| 20 | Italia (bandiera)   | A     | Enrico Ventola              |
| 21 | Italia (bandiera)   | C     | Riccardo Nardini            |
| 21 | Brasile (bandiera)  | C     | Gladestony Paulino Da Silva |
| 22 | Italia (bandiera)   | P     | Matteo Brunelli             |
| 22 | Italia (bandiera)   | P     | Salvatore Benfatta          |
| 23 | Germania (bandiera) | C     | Aaron Akrapovic             |
| 24 | Romania (bandiera)  | C     | Alexandru Lazăr             |
| 24 | Italia (bandiera)   | D     | Angelo Ansalone             |
| 25 | Italia (bandiera)   | A     | Cristiano Ciccone           |
| 25 | Italia (bandiera)   | A     | Nicolò Rota                 |
| 26 | Italia (bandiera)   | C     | Giuseppe Capua              |
| 27 | Iran (bandiera)     | C     | Jami Rafati                 |
| 27 | Italia (bandiera)   | A     | Gianvito Plasmati           |
| 28 | Italia (bandiera)   | D     | Salvatore Marseglia         |
| 29 | Italia (bandiera)   | D     | Armando Topo                |
| 29 | Italia (bandiera)   | D     | Giuseppe Faiello            |
| 30 | Italia (bandiera)   | C     | Ferdinando Maniscalchi      |
| 31 | Italia (bandiera)   | C     | Felice Gaetano              |
| 32 | Italia (bandiera)   | D     | Sebastian Fusca             |
| 33 | Italia (bandiera)   | C     | Manuel Mancini              |
| 34 | Italia (bandiera)   | D     | Marco Saitta                |
| 35 | Italia (bandiera)   | C     | Giulio Grifoni              |

## Calciomercato
Di seguito sono riportati i trasferimenti del calciomercato 2016-2017 del Messina.

### Sessione estiva(dal 1/7 al 31/8)
| Arrivi | Arrivi                  | Arrivi     | Arrivi     |
| R.     | Nome                    | da         | Modalità   |
| ------ | ----------------------- | ---------- | ---------- |
| P      | Giovanni Russo          | Gallipoli  | Definitivo |
| D      | Angelo Rea              | Avellino   | Definitivo |
| D      | Giordano Maccarrone     | L'Aquila   | Definitivo |
| D      | Luigi Palumbo           |            | Definitivo |
| D      | Luca Bruno              | Crotone    | Prestito   |
| D      | Salvatore Marseglia     | Taranto    | Definitivo |
| C      | Simone Ricozzi          | Genoa      | Prestito   |
| C      | Giovanni Foresta        | Crotone    | Prestito   |
| C      | Manuel David Milinković | Genoa      | Prestito   |
| C      | Gianluca Musacci        | Catania    | Definitivo |
| C      | Aaron Akrapovic         | Lynx       | Definitivo |
| C      | Alexandru Lazăr         | Berceni    | Definitivo |
| C      | Giuseppe Capua          | Pro Patria | Definitivo |
| C      | Jami Rafati             | Livorno    | Definitivo |
| C      | Cristiano Ciccone       | Colligiana | Definitivo |
| C      | Ferdinando Maniscalchi  | Palermo    | Prestito   |
| C      | Armando Topo            | Martina    | Definitivo |
| C      | Felice Gaetano          | Napoli     | Prestito   |
| A      | Nicola Ciccone          | Cremonese  | Prestito   |
| A      | Jacopo Ferri            | Roma       | Prestito   |
| A      | Demiro Pozzebon         | Lucchese   | Definitivo |
| A      | Gabriele Anella         | Frosinone  | Definitivo |
| A      | Matteo Brunori          | Petrignano | Definitivo |
| A      | Giuseppe Madonia        | Akragas    | Definitivo |

| Cessioni | Cessioni                  | Cessioni    | Cessioni                |
| R.       | Nome                      | a           | Modalità                |
| -------- | ------------------------- | ----------- | ----------------------- |
| P        | Matteo Brunelli           | Chievo      | Fine prestito           |
| P        | Stefano Addario           | Akragas     | Fine contratto          |
| P        | Andrea Dini               |             | Rescissione contratto   |
| P        | Angelo Raffaele Di Stasio |             | Fine contratto          |
| D        | Amilcare Fiumara          | Pineto      | Prestito                |
| D        | Daniele Frabotta          |             | Fine contratto          |
| D        | Aurelio Barilaro          |             | Fine contratto          |
| D        | Luca Martinelli           | Foggia      | Definitivo              |
| D        | Lorenzo Paramatti         | Bologna     | Fine prestito           |
| D        | Lorenzo Burzigotti        | Gubbio      | Definitivo              |
| D        | Fabrizio Filistad         |             | Rescissione contratto   |
| D        | Genny Russo               | Akragas     | Fine contratto          |
| D        | Matteo Zanini             | Akragas     | Fine contratto          |
| C        | Daniele Biondo            |             | Fine contratto          |
| C        | Pietro Baccolo            | Catanzaro   | Fine contratto          |
| C        | Giuseppe Russo            | Catania     | Fine contratto          |
| C        | Dario Barraco             |             | Fine contratto          |
| C        | Giuseppe Fornito          | Trapani     | Fine contratto          |
| C        | Francesco Paolo Salvemini | Akragas     | Fine contratto          |
| C        | Carmine Giorgione         |             | Risoluzione Consensuale |
| C        | Luca Baldassin            | Chievo      | Fine Prestito           |
| A        | Gustavo                   |             | Fine contratto          |
| A        | Fabio Padulano            | Lumezzane   | Fine contratto          |
| A        | Diogo Tavares             | Catanzaro   | Fine contratto          |
| A        | Maks Barisic              | Catania     | Fine contratto          |
| A        | Filippo Maria Scardina    | Siracusa    | Fine contratto          |
| A        | Salvatore Cocuzza         | Akragas     | Fine contratto          |
| A        | Matteo Brunori            |             | Rescissione contratto   |
| A        | Luca Crudo                |             | Risoluzione consensuale |
| A        | Sebastiano Longo          | Igea Virtus | Prestito                |

### Operazioni esterne alle sessioni
| Acquisti | Acquisti          | Acquisti   | Acquisti   |
| R.       | Nome              | da         | Modalità   |
| -------- | ----------------- | ---------- | ---------- |
| D        | Angelo Bencivenga | Svincolato | Definitivo |
| D        | Marco Saitta      | Svincolato | Definitivo |
| D        | Sebastian Fusca   | Svincolato | Definitivo |
| C        | Manuel Mancini    | Svincolato | Definitivo |
| C        | Giulio Grifoni    | Svincolato | Definitivo |
| C        | Riccardo Nardini  | Svincolato | Definitivo |
| A        | Gianvito Plasmati | Svincolato | Definitivo |

| Cessioni | Cessioni     | Cessioni | Cessioni                 |
| R.       | Nome         | a        | Modalità                 |
| -------- | ------------ | -------- | ------------------------ |
| D        | Armando Topo |          | Rescissione contrattuale |

### Sessione invernale(dal 03/01 al 31/01)
| Acquisti | Acquisti                    | Acquisti   | Acquisti   |
| R.       | Nome                        | da         | Modalità   |
| -------- | --------------------------- | ---------- | ---------- |
| C        | Giulio Sanseverino          | Pisa       | Prestito   |
| C        | Gladestony Paulino Da Silva | Catania    | Prestito   |
| A        | Valerio Anastasi            | Catania    | Prestito   |
| A        | Enrico Ventola              | Avellino   | Prestito   |
| A        | Nicolò Rota                 | Como       | Prestito   |
| D        | Angelo Ansalone             | Poggibonsi | Definitivo |

| D | Francesco Mileto         | Akragas      | Definitivo               |   |             |  |                          |
| D | Filip Andrei Ionut       |              | Rescissione contrattuale |   |             |  |                          |
| C | Alexandru Lazăr          |              | Rescissione contrattuale | C | Jami Rafati |  | Rescissione contrattuale |
| C | Riccardo Nardini         | Pro Vercelli | Definitivo               |   |             |  |                          |
| C | Fabrizio Massimo Bramati | Akragas      | Prestito                 |   |             |  |                          |
| A | Cristiano Ciccone        |              | Rescissione contrattuale |   |             |  |                          |
| A | Demiro Pozzebon          | Catania      | Definitivo               |   |             |  |                          |

## Risultati

### Lega Pro

#### Girone di andata
| Arbitro: | Paolini (Ascoli Piceno) |

|                                         |           |             |
| Pozzebon 30’ (rig.), 82’ Milinković 94’ | Marcatori | 60’ Valente |

| Arbitro: | Piscopo (Imperia) |

|                                |           |  |
| Porcino 46’ Oggiano 66’ (rig.) | Marcatori |  |

| Arbitro: | De Remigis (Teramo) |

|             |           |                       |
| Madonia 90’ | Marcatori | 35’ (rig.) De Angelis |

| Arbitro: | Panarese (Lecce) |

|                          |           |              |
| Marotta 51’ Atanasov 76’ | Marcatori | 25’ Pozzebon |

| Arbitro: | Amoroso (Paola) |

|              |           |                |
| Pozzebon 24’ | Marcatori | 5’, 68’ Mazzeo |

| Arbitro: | Sozza (Seregno) |

|  |           |             |
|  | Marcatori | 51’ Mancini |

| Arbitro: | Amabile (Vicenza) |

|  |           |                    |
|  | Marcatori | 27’ Deli 82’ Longo |

| Arbitro: | Balice (Termoli) |

|                         |           |                |
| Di Grazia 13’, 41’, 81’ | Marcatori | 45+1’ Pozzebon |

| Arbitro: | Vigile (Cosenza) |

|                          |           |             |
| Montini 29’ Genchi 45+2’ | Marcatori | 93’ Madonia |

| Arbitro: | Schirru (Nichelino) |

|                     |           |              |
| Madonia 16’ Rea 20’ | Marcatori | 45+1’ Corado |

| Arbitro: | Mantelli (Brescia) |

|           |           |              |
| Nigro 60’ | Marcatori | 32’ Pozzebon |

| Messina 6 novembre 2016, ore 20.30 CEST 12ª giornata | Messina                 | 0 – 0 referto | Matera | Stadio San Filippo - Franco Scoglio (2.069 spett.)\| Arbitro: \| Mastrodonato (Molfetta) \| |
| Arbitro:                                             | Mastrodonato (Molfetta) |               |        |                                                                                             |

| Arbitro: | Provesi (Treviglio) |

|                     |           |          |
| Pozzebon 64’ (rig.) | Marcatori | 22’ Cruz |

| Agrigento 20 novembre 2016, ore 14.30 CEST 14ª giornata | Akragas                   | 0 – 0 referto | Messina | Stadio Esseneto (Circa 1.500 spett.)\| Arbitro: \| De Angeli (Abbiategrasso) \| |
| Arbitro:                                                | De Angeli (Abbiategrasso) |               |         |                                                                                 |

| Arbitro: | Miele (Torino) |

|           |           |              |
| Capua 72’ | Marcatori | 79’ Albadoro |

| Arbitro: | De Tullio (Bari) |

|                             |           |  |
| C. Foggia 21’, 52’ Grea 78’ | Marcatori |  |

| Arbitro: | D'Apice (Arezzo) |

|  |           |                                        |
|  | Marcatori | 19’ (rig.), 78’ Caturano 45+1’ Persano |

| Arbitro: | Meleleo (Casarano) |

|                     |           |  |
| Statella 85’ (rig.) | Marcatori |  |

| Arbitro: | Robilotta (Sala Consilina) |

|                                             |           |  |
| Usai 53’ (aut.) Maccarrone 84’ Pozzebon 92’ | Marcatori |  |

#### Girone di ritorno
| Arbitro: | Pillitteri (Palermo) |

|                  |           |  |
| Catania 25’, 36’ | Marcatori |  |

| Arbitro: | Guccini (Albano Laziale) |

|                             |           |  |
| L. Bruno 73’ Milinkovic 82’ | Marcatori |  |

| Arbitro: | Chindemi (Viterbo) |

|                                   |           |             |
| Triarico 5’ Pastore 49’ Abate 81’ | Marcatori | 11’ Palumbo |

| Arbitro: | Maggioni (Lecco) |

|             |           |  |
| Nardini 28’ | Marcatori |  |

| Arbitro: | Zingarelli (Siena) |

|                                        |           |  |
| Mazzeo 57’ Deli 59’ Palumbo 59’ (aut.) | Marcatori |  |

| Arbitro: | Pietropaolo (Modena) |

|                           |           |              |
| Anastasi 71’ Da Silva 76’ | Marcatori | 69’ Carcione |

| Arbitro: | Curti (Milano) |

|                           |           |  |
| Alcibiade 30’ Firenze 41’ | Marcatori |  |

| Arbitro: | Fourneau (Roma) |

|                |           |                          |
| Milinkovic 58’ | Marcatori | 75’ Pozzebon 86’ Barisic |

| Arbitro: | Marchetti (Ostia Lido) |

|              |           |  |
| Anastasi 31’ | Marcatori |  |

| Caserta 12 marzo 2017, ore 14.30 CEST 29ª giornata | Casertana                     | 0 – 0 referto | Messina | Stadio Alberto Pinto (Circa 1.500 spett.)\| Arbitro: \| Tursi (San Giovanni Valdarno) \| |
| Arbitro:                                           | Tursi (San Giovanni Valdarno) |               |         |                                                                                          |

| Arbitro: | Paterna (Teramo) |

|                                       |           |              |
| Anastasi 3’ Foresta 9’ Milinkovic 90’ | Marcatori | 87’ Emmausso |

| Arbitro: | Strippoli (Bari) |

|                                                            |           |              |
| Mattera 9’ Lanini 29’ Salandria 48’ Casoli 62’ Sartore 82’ | Marcatori | 58’ Da Silva |

| Arbitro: | Guida (Salerno) |

|  |           |                  |
|  | Marcatori | 45+1’ Milinkovic |

| Arbitro: | Prontera (Bologna) |

|              |           |            |
| Da Silva 73’ | Marcatori | 46’ Klaric |

| Arbitro: | Zufferli (Udine) |

|             |           |                       |
| Giannone 1’ | Marcatori | 12’ (rig.) Milinkovic |

| Arbitro: | Andreini (Forlì) |

|                                       |           |                                                 |
| Madonia 64’ Marseglia 82’ Musacci 94’ | Marcatori | 35’ Marano 39’ Laezza 60’ De Vena 74’ C. Foggia |

| Arbitro: | Mantelli (Brescia) |

|  |           |              |
|  | Marcatori | 66’ Anastasi |

| Arbitro: | Boggi (Salerno) |

|                         |           |               |
| Milinkovic 8’ Capua 30’ | Marcatori | 45’ Mendicino |

| Vibo Valentia 7 maggio 2017, ore 17.30 CEST 38ª giornata | Vibonese            | 0 – 0 referto | Messina | Stadio Luigi Razza (1.711 spett.)\| Arbitro: \| Annaloro (Collegno) \| |
| Arbitro:                                                 | Annaloro (Collegno) |               |         |                                                                        |

### Coppa Italia

#### Primo Turno
| Arbitro: | Paolini (Ascoli Piceno) |

|  |           |                               |
|  | Marcatori | 12’ Pozzebon 29’, 57’ Ciccone |

#### Secondo Turno
| Arbitro: | Illuzzi (Molfetta) |

|                         |           |  |
| Antenucci 21’ Cerri 63’ | Marcatori |  |

### Coppa Italia Lega Pro

#### Primo Turno
| Arbitro: | Pasciuta (Agrigento) |

|                       |           |  |
| Ferri 49’ Madonia 75’ | Marcatori |  |

#### Secondo Turno
| Arbitro: | Volpi (Arezzo) |

|                  |           |  |
| Madonia 27’, 79’ | Marcatori |  |

#### Ottavi di Finale
| Arbitro: | Marchetti (Ostia Lido) |

|              |           |  |
| Lo Sicco 38’ | Marcatori |  |

## Statistiche

### Statistiche di squadra
Statistiche aggiornate al 7 maggio 2017
| Competizione          | Punti   | In casa | In casa | In casa | In casa | In casa | In casa | In trasferta | In trasferta | In trasferta | In trasferta | In trasferta | In trasferta | Totale | Totale | Totale | Totale | Totale | Totale | DR  |
| Competizione          | Punti   | G       | V       | N       | P       | Gf      | Gs      | G            | V            | N            | P            | Gf           | Gs           | G      | V      | N      | P      | Gf     | Gs     | DR  |
| --------------------- | ------- | ------- | ------- | ------- | ------- | ------- | ------- | ------------ | ------------ | ------------ | ------------ | ------------ | ------------ | ------ | ------ | ------ | ------ | ------ | ------ | --- |
| Lega Pro              | 42 (-4) | 19      | 9       | 5       | 5       | 28      | 22      | 19           | 3            | 5            | 11           | 10           | 29           | 38     | 12     | 10     | 16     | 38     | 52     | -14 |
| Coppa Italia          | -       | -       | -       | -       | -       | -       | -       | 2            | 1            | 0            | 1            | 3            | 2            | 2      | 1      | 0      | 1      | 3      | 2      | +1  |
| Coppa Italia Lega Pro | -       | 2       | 2       | 0       | 0       | 4       | 0       | 1            | -            | -            | 1            | -            | 1            | 3      | 2      | 0      | 1      | 4      | 1      | +3  |
| Totale                | 44      | 21      | 11      | 5       | 5       | 32      | 22      | 22           | 4            | 5            | 13           | 13           | 32           | 43     | 15     | 10     | 18     | 45     | 55     | -10 |

### Andamento in campionato
| Giornata  | 1 | 2  | 3 | 4  | 5  | 6  | 7  | 8  | 9  | 10 | 11 | 12 | 13 | 14 | 15 | 16 | 17 | 18 | 19 | 20 | 21 | 22 | 23 | 24 | 25 | 26 | 27 | 28 | 29 | 30 | 31 | 32 | 33 | 34 | 35 | 36 | 37 | 38 |
| --------- | - | -- | - | -- | -- | -- | -- | -- | -- | -- | -- | -- | -- | -- | -- | -- | -- | -- | -- | -- | -- | -- | -- | -- | -- | -- | -- | -- | -- | -- | -- | -- | -- | -- | -- | -- | -- | -- |
| Luogo     | C | T  | C | T  | C  | T  | C  | T  | T  | C  | T  | C  | C  | T  | C  | T  | C  | T  | C  | T  | C  | T  | C  | T  | C  | T  | C  | C  | T  | C  | T  | T  | C  | T  | C  | T  | C  | T  |
| Risultato | V | P  | N | P  | P  | V  | P  | P  | P  | V  | N  | N  | N  | N  | N  | P  | P  | P  | V  | P  | V  | P  | V  | P  | V  | P  | P  | V  | N  | V  | P  | V  | N  | N  | P  | V  | V  | N  |
| Posizione | 2 | 11 | 8 | 11 | 13 | 13 | 13 | 15 | 15 | 15 | 15 | 14 | 14 | 12 | 14 | 16 | 17 | 19 | 15 | 17 | 14 | 15 | 14 | 14 | 14 | 15 | 15 | 14 | 14 | 13 | 13 | 13 | 13 | 13 | 13 | 13 | 13 | 14 |

Legenda:

Luogo: C = Casa; T = Trasferta. Risultato: V = Vittoria; N = Pareggio; P = Sconfitta.

### Statistiche dei giocatori
Statistiche aggiornate al 7 maggio 2017
Sono in grassetto i calciatori che hanno lasciato la società a stagione in corso.
| Giocatore      | Lega Pro | Lega Pro | Lega Pro    | Lega Pro   | Coppa Italia | Coppa Italia | Coppa Italia | Coppa Italia | Coppa Italia Lega Pro | Coppa Italia Lega Pro | Coppa Italia Lega Pro | Coppa Italia Lega Pro | Totale   | Totale | Totale      | Totale     |
| Giocatore      | Presenze | Reti     | Ammonizioni | Espulsioni | Presenze     | Reti         | Ammonizioni  | Espulsioni   | Presenze              | Reti                  | Ammonizioni           | Espulsioni            | Presenze | Reti   | Ammonizioni | Espulsioni |
| -------------- | -------- | -------- | ----------- | ---------- | ------------ | ------------ | ------------ | ------------ | --------------------- | --------------------- | --------------------- | --------------------- | -------- | ------ | ----------- | ---------- |
| A. Berardi     | 36       | -46      | 1           | 0          | -            | -            | -            | -            | 1                     | 0                     | 0                     | 0                     | 37       | -46    | 1           | 0          |
| M. Brunelli    | -        | -        | -           | -          | -            | -            | -            | -            | -                     | -                     | -                     | -                     | -        | -      | -           | -          |
| A. Dini        | -        | -        | -           | -          | -            | -            | -            | -            | -                     | -                     | -                     | -                     | -        | -      | -           | -          |
| G. Russo       | 3        | -6       | 0           | 0          | 2            | -2           | 0            | 0            | 2                     | -1                    | 0                     | 0                     | 7        | -9     | 0           | 0          |
| L. Burzigotti  | -        | -        | -           | -          | 2            | 0            | 0            | 0            | -                     | -                     | -                     | -                     | 2        | 0      | 0           | 0          |
| A. De Vito     | 34       | 0        | 4           | 0          | 2            | 0            | 0            | 0            | 1                     | 0                     | 0                     | 0                     | 37       | 0      | 4           | 0          |
| A. Bencivenga  | 1        | 0        | 0           | 0          | -            | -            | -            | -            | -                     | -                     | -                     | -                     | 1        | 0      | 0           | 0          |
| A. Rea         | 23       | 1        | 6           | 0          | -            | -            | -            | -            | 1                     | 0                     | 0                     | 0                     | 24       | 1      | 6           | 0          |
| M. Saitta      | 9        | 0        | 0           | 0          | -            | -            | -            | -            | 1                     | 0                     | 0                     | 0                     | 10       | 0      | 0           | 0          |
| F. Ionut       | 8        | 0        | 3           | 0          | 2            | 0            | 0            | 0            | -                     | -                     | -                     | -                     | 10       | 0      | 3           | 0          |
| F. Mileto      | 9        | 0        | 2           | 0          | 2            | 0            | 0            | 0            | 3                     | 0                     | 0                     | 0                     | 14       | 0      | 2           | 0          |
| L. Paramatti   | -        | -        | -           | -          | 1            | 0            | 0            | 0            | -                     | -                     | -                     | -                     | 1        | 0      | 0           | 0          |
| G. Maccarrone  | 29       | 1        | 5           | 0          | -            | -            | -            | -            | 2                     | 0                     | 2                     | 0                     | 31       | 1      | 7           | 0          |
| L. Palumbo     | 24       | 1        | 5           | 0          | -            | -            | -            | -            | 2                     | 0                     | 0                     | 0                     | 26       | 1      | 5           | 0          |
| L. Bruno       | 26       | 1        | 8           | 0          | -            | -            | -            | -            | 3                     | 0                     | 0                     | 0                     | 29       | 1      | 8           | 0          |
| S. Marseglia   | 8        | 1        | 1           | 0          | -            | -            | -            | -            | 1                     | 0                     | 0                     | 0                     | 9        | 1      | 1           | 0          |
| C. Giorgione   | -        | -        | -           | -          | 2            | 0            | 1            | 0            | -                     | -                     | -                     | -                     | 2        | 0      | 1           | 0          |
| F. Bossa       | -        | -        | -           | -          | -            | -            | -            | -            | -                     | -                     | -                     | -                     | -        | -      | -           | -          |
| A. Akrapovic   | 10       | 0        | 1           | 0          | -            | -            | -            | -            | 3                     | 0                     | 0                     | 0                     | 13       | 0      | 1           | 0          |
| G. Grifoni     | 24       | 0        | 3           | 0          | -            | -            | -            | -            | 1                     | 0                     | 0                     | 0                     | 25       | 0      | 3           | 0          |
| A. Lazar       | 5        | 0        | 2           | 0          | -            | -            | -            | -            | -                     | -                     | -                     | -                     | 5        | 0      | 2           | 0          |
| F. Bramati     | 2        | 0        | 1           | 0          | 1            | 0            | 0            | 0            | -                     | -                     | -                     | -                     | 3        | 0      | 1           | 0          |
| L. Baldassin   | 1        | 0        | 0           | 0          | 2            | 0            | 0            | 0            | -                     | -                     | -                     | -                     | 3        | 0      | 0           | 0          |
| S. Ricozzi     | 3        | 0        | 1           | 0          | 1            | 0            | 0            | 0            | 1                     | 0                     | 0                     | 0                     | 5        | 0      | 1           | 0          |
| G. Sanseverino | 15       | 0        | 1           | 0          | -            | -            | -            | -            | -                     | -                     | -                     | -                     | 15       | 0      | 1           | 0          |
| G. Musacci     | 31       | 0        | 5           | 2          | 2            | 0            | 0            | 0            | 2                     | 0                     | 0                     | 0                     | 35       | 0      | 5           | 2          |
| G.P. Da Silva  | 14       | 3        | 3           | 1          | -            | -            | -            | -            | -                     | -                     | -                     | -                     | 14       | 3      | 3           | 1          |
| R. Nardini     | 7        | 1        | 0           | 0          | -            | -            | -            | -            | -                     | -                     | -                     | -                     | 7        | 1      | 0           | 0          |
| J. Ferri       | 21       | 0        | 1           | 0          | 2            | 0            | 0            | 0            | 1                     | 1                     | 0                     | 0                     | 24       | 1      | 1           | 0          |
| G. Foresta     | 29       | 1        | 3           | 0          | -            | -            | -            | -            | 1                     | 0                     | 1                     | 0                     | 30       | 1      | 4           | 0          |
| A. Scarbaci    | -        | -        | -           | -          | -            | -            | -            | -            | -                     | -                     | -                     | -                     | -        | -      | -           | -          |
| G. Capua       | 21       | 2        | 1           | 0          | -            | -            | -            | -            | 3                     | 0                     | 0                     | 0                     | 24       | 2      | 1           | 0          |
| J. Rafati      | -        | -        | -           | -          | -            | -            | -            | -            | -                     | -                     | -                     | -                     | -        | -      | -           | -          |
| M. Mancini     | 26       | 1        | 5           | 0          | -            | -            | -            | -            | 1                     | 0                     | 0                     | 0                     | 27       | 1      | 5           | 0          |
| F. Maniscalchi | -        | -        | -           | -          | -            | -            | -            | -            | -                     | -                     | -                     | -                     | -        | -      | -           | -          |
| F. Gaetano     | 3        | 0        | 0           | 0          | -            | -            | -            | -            | 1                     | 0                     | 0                     | 0                     | 4        | 0      | 0           | 0          |
| N. Ciccone     | 7        | 0        | 1           | 0          | 2            | 2            | 0            | 0            | -                     | -                     | -                     | -                     | 9        | 2      | 1           | 0          |
| D. Milinkovic  | 33       | 7        | 5           | 1          | 2            | 0            | 0            | 0            | 3                     | 0                     | 1                     | 0                     | 38       | 7      | 6           | 1          |
| D. Pozzebon    | 21       | 8        | 1           | 1          | 2            | 1            | 1            | 0            | 2                     | 0                     | 0                     | 0                     | 25       | 9      | 2           | 1          |
| M. Brunori     | -        | -        | -           | -          | 1            | 0            | 0            | 0            | -                     | -                     | -                     | -                     | 1        | 0      | 0           | 0          |
| C. Ciccone     | -        | -        | -           | -          | -            | -            | -            | -            | -                     | -                     | -                     | -                     | -        | -      | -           | -          |
| L. Crudo       | -        | -        | -           | -          | -            | -            | -            | -            | -                     | -                     | -                     | -                     | -        | -      | -           | -          |
| E. Ventola     | 1        | 0        | 0           | 0          | -            | -            | -            | -            | -                     | -                     | -                     | -                     | 1        | 0      | 0           | 0          |
| G. Madonia     | 28       | 4        | 1           | 1          | -            | -            | -            | -            | 3                     | 3                     | 0                     | 0                     | 31       | 7      | 1           | 1          |
| G. Plasmati    | 2        | 0        | 0           | 0          | -            | -            | -            | -            | -                     | -                     | -                     | -                     | 2        | 0      | 0           | 0          |
| V. Anastasi    | 12       | 4        | 1           | 0          | -            | -            | -            | -            | -                     | -                     | -                     | -                     | 12       | 4      | 1           | 0          |